# Hydra (musikalbum)
Hydra är det andra studioalbumet av den amerikanska rockgruppen Toto, utgivet i oktober 1979 av skivbolaget Columbia. Låten "99", inspirerad av filmen THX 1138, blev den mest framgångsrika singeln från albumet, med en 37:e plats som toppnotering på Billboard 200.

## Låtlista
Samtliga låtar skrivna av David Paich, om inte annat anges.
| Nr           | Titel                                                   | Sångare      | Längd |
| ------------ | ------------------------------------------------------- | ------------ | ----- |
| 1.           | Hydra (Hungate, Kimball, Paich, S. Porcaro, J. Porcaro) | Paich        | 7:31  |
| 2.           | St. George and the Dragon                               | Kimball      | 4:45  |
| 3.           | 99                                                      | Lukather     | 5:16  |
| 4.           | Lorraine                                                | Paich        | 4:46  |
| 5.           | All Us Boys                                             | Paich        | 5:03  |
| 6.           | Mama (Paich, Kimball)                                   | Kimball      | 5:14  |
| 7.           | White Sister (Paich, Kimball)                           | Kimball      | 5:39  |
| 8.           | A Secret Love (Paich, Kimball, S. Porcaro)              | Kimball      | 3:08  |
| Total längd: | Total längd:                                            | Total längd: | 41:23 |

## Medverkande
| Toto - David Hungate – bas - Bobby Kimball – sång - Steve Lukather – sång, gitarr - David Paich – sång, keyboard - Jeff Porcaro – trummor, slagverk - Steve Porcaro – keyboard | Övriga medverkande - Michael Boddicker – keyboard - Roger Linn – synthesizer - Lenny Castro – slagverk - Marty Paich – stråkarrangemang Produktion - Tom Knox, Reggie Fisher, Toto – produktion - Tom Knox, Dana Latham – ljudtekniker - David Donnelly – mastering |

## Listplaceringar
| Land        | Topplacering | Ref   |
| ----------- | ------------ | ----- |
| Australien  | 41           | [ 1 ] |
| Kanada      | 10           | [ 2 ] |
| Norge       | 1            | [ 3 ] |
| Nya Zeeland | 29           | [ 3 ] |
| Sverige     | 15           | [ 3 ] |
| Tyskland    | 38           | [ 4 ] |
| USA         | 37           | [ 5 ] |